# 郭玉芬
郭玉芬（1962年—），甘肃武威人，汉族，中华人民共和国政治人物、第十二届全国人民代表大会、第十三届全国人民代表大会甘肃地区代表。2017年至2022年任甘肃省卫生健康委员会（前甘肃省卫生和计划生育委员会）主任。

## 生平
毕业于中国人民解放军总医院军医进修学院耳鼻咽喉专业。加入中国民主同盟。曾任甘肃省卫生厅副厅长、甘肃省卫生和计划生育委员会主任、甘肃省卫生健康委员会主任。2008年起担任全国人大代表。2013年，担任全国人大代表。2018年2月24日，当选为第十三届全国人大代表。

## 荣誉
2020年9月，被中共中央、国务院、中央军委授予“全国抗击新冠肺炎疫情先进个人”。